# Јана (река)
Јана (рус. Яна), или Северна Јана, је река у Јакутији. Дужина реке је 872 km, површина слива 238.000 km². 
Јана се формира спајањем река Сартанг и Дулгалах и даље тече кроз Верхојански рејон. Након спајања, река тече свом широком и дубином кроз долину, где се шири и по 10 km и више, али ту бива испресецана многим каналима. Приликом проласка северно од побрђа Кулар река се сужава па даље наставља вијугати пре него се подели у гране пре самог ушћа. На ушћу у Јански залив и Лаптевско море Јана формира делту површине 10.200 km². Њена главни притока Самадон, такође формира сопствену делту при ушћу у Јану. Процењује се да цели базен има преко 40 хиљада језера. 
У току октобра, цела река и њене притоке заледе и остају под ледом све до краја маја и почетком јуна.
Главне притоке право Јане су: Адича, Олџо, Абирабит, Битантај и Баки. Главна пристаништа су: Верхојанск, Батагај, Уст-Кујга у лука Нижњејанск.